# Hari Rud
"Tedzjen" omdirigerar hit. Denna artikel behandlar floden. För staden, se Tedzjen (stad).

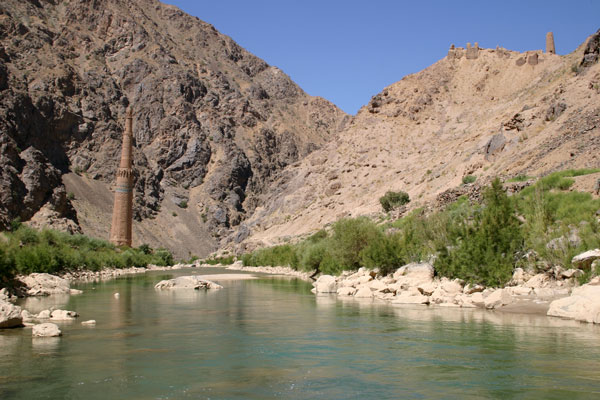
Minareten vid Jam vid Hari Ruds strand.

Hari Rud eller Tedzjen (antikens Arius; rud betyder "flod" på persiska) är en flod som flyter fram mellan bergen i centrala Afghanistan och Turkmenistan och försvinner i Karakum-öknen. Floden är cirka 1100 km lång. Den har sin källa i Koh-i Baba-bergen, en del av bergskedjan Hindukush och följer inledningsvis en relativt rak linje mot väster och staden Herat. Efter Herat svänger floden åt nordväst, sedan norrut och utgör en del av gränsen mellan Afghanistan och Iran. Längre norrut formar floden den sydöstra delen av gränsen mellan Iran och Turkmenistan. I Turkmenistan är floden känd under namnet Tedzjen och passerar nära staden Tedzjen.
Dalgången runt Herat var i historien berömd för sin bördighet och sitt täta odlingslandskap. Floden möter Jam Rud vid den historiska platsen för Hari Ruds minaret som med sina 65 meter sägs vara den näst högsta minareten i världen.